# Ким, Вячеслав Константинович
Вячеслав Константинович Ким, (род. 12 июня 1969, Алма-Ата, Казахская ССР) — бизнесмен, общественный деятель, сооснователь, акционер и председатель совета директоров Kaspi.kz, президент Национальной Федерации Тхэквондо Казахстана (2013-2024).
Входит в тройку самых влиятельных и богатых бизнесменов Казахстана.

## Образование
Выпускник Республиканской физико-математической школы (РФМШ) (1986 год). Окончил Алматинский государственный университет им. Абая по специальности «Экономист-финансист» (1998 год), Российско-Казахстанский современный гуманитарный университет по специальности «Финансист» (2002 год).
1987—1989 гг. — проходил военную службу в рядах вооружённых сил СССР.

## Ранняя карьера
В 1990 году совместно с партнером основал офтальмологическую клинику Коновалова.
1996—2004 гг. — занимался розничным бизнесом, дистрибуцией электронной техники в компаниях АО «ALTAIR», ТОО «Азия Техникс», ТОО «ATG».
1993—2005 гг. — один из основателей и владельцев торговой сети «Планета электроники».
2003—2004 гг. — председатель наблюдательного совета Казахстанской ассоциации товаропроизводителей и техники.
2004—2005 гг. — президент АО «Азия ТехниксГрупп».
2004—2006 гг. — советник министра экономики и бюджетного планирования Республики Казахстан.
2005—2006 гг. — управляющий директор по экономике АО «Казахстан Темир Жолы».

## Kaspi.kz
В 1993 году Вячеслав Ким открыл магазин — «Планета электроники». Тот менее чем за десять лет стал крупнейшим в стране, но Ким хотел большего: он знал, что продажи можно увеличить, если выдать людям кредиты. После распада СССР Казахстан переживал трудные времена: ВВП на душу населения сокращался с 1990-го вплоть до 2000 года. Самостоятельно предоставлять кредиты магазины не могли, поэтому стали выкупать банковские организации. В 2002 году Ким заключил сделку с приватизированным недавно местным банком «Каспийский». Но совместить торговлю и кредитование оказалось непросто. Предприниматель стал искать инвестиционных партнеров, которые ему помогли бы, и узнал о фонде Baring Vostok, который приобрел долю в компании. Это привело к тому, что в 2007 году к команде менеджеров присоединился Михаил Ломтадзе, который вместе с Ким преобразовал Kaspi в крупнейшую казахстанскую финтех-компанию.
По оценке информационного агентства Bloomberg стоимость пакета акций, принадлежащих Вячеславу Ким после успешного IPO Kaspi.kz в октябре 2020 года на Лондонской фондовой бирже, составила 1,9 миллиардов долларов США.
21 февраля 2020 года президент Казахстана Касым-Жомарт Токаев провёл встречу с Вячеславом Кимом и председателем правления Kaspi.kz Михаилом Ломтадзе, в ходе которой обсуждалась стратегия развития цифровых сервисов, перспективы роста электронной коммерции в Казахстане, а также планы компании по поддержке малого и среднего бизнеса. Президент отметил важность внедрения технических инноваций в деятельности Kaspi.kz. Спустя год, 26 февраля 2021 года президент Казахстана Касым-Жомарт Токаев провёл вторую встречу с основателями Kaspi.kz Вячеславом Кимом и Михаилом Ломтадзе, в ходе которой были обозначены перспективные направления совместной деятельности государственных органов и Kaspi.kz, в том числе в вопросах развития безналичных платежей в Казахстане. 31 мая 2022 году в ходе очередной встречи президент обсудил перспективные планы развития международно признанной финтех-компании Kaspi.kz. В январе 2024 года, президент поздравил сооснователей Kaspi.kz с успешным IPO на фондовой бирже NASDAQ в США. В ходе встречи были обсуждены возможности и перспективы улучшения экономической ситуации в стране, а также пути привлечения новых инвесторов со всего мира в Казахстан. 21 августа того же года глава государства Токаев выразил поддержку акционерам Kaspi.kz, отмечая важность новых сервисов компании в содействии малому и среднему предпринимательству в Казахстане.

## Другие проекты
C 2013 года является совладельцем компании Kolesa Group.
C 2015 года — совладелец компании «Алсеко».
2016—2019 гг.— член совета директоров и независимый директор в АО «Allur Group».
C 2017 по 2019 гг. — совладелец торговой сети «Magnum».
С 2019 года — председатель наблюдательного совета торговой сети «Magnum».
2021—2022 гг.— независимый директор в совете директоров АО "Фонд национального благосостояния «Самрук-Қазына».

## Состояние и позиция в рейтинге Forbes
Вячеслав Ким с 2002 года фигурирует в верхней части списков самых богатых лиц Казахстана, публикуемых ежегодно журналом Forbes Kazakhstan. Он поднялся с 24-го места в 2012 году на 1-е в 2025 году, с состоянием, оцениваемым в $ 7,1 млрд.. В глобальном списке миллиардеров, занимает 464-е место. В 2024 году занял второе место в рейтинге самых влиятельных бизнесменов Казахстана.

## Филантропия

#### Общественные и спортивные организации
2016—2019 гг. — президент Федерации кендо и иайдо в Республики Казахстан.
2013—2024 гг. — президент Национальной федерации таеквондо Казахстана. За время руководства федерацией таэквондо Вячеславом Кимом было налажено финансирование федерации, спортсмены обеспечены всем необходимым: формой, спортинвентарем, оборудованием. Команда тренеров пополнилась специалистами из тех стран, которые традиционно демонстрируют хорошие результаты в данном виде спорта, были проведены первые в истории таеквондо Казахстана международные турниры Astana Grand Prix 2014 и Kazakhstan Open G-1.
С 13 апреля 2017 года входит в состав попечительского совета общественного фонда «FizmatEndowmentFund», член совета директоров Республиканской физико-математической школы.
В 2018 году вошел в состав попечительного совета Алматинской федерации триатлона «AlmatyTriathlonFederation».
С 2019 года является членом попечительского совета Казахстанское национальное географическое общество «Kazakhgeography».

#### Благотворительность
2010—2014 гг. оказывал спонсорскую поддержку благотворительному фонду «Аяла» в проекте «Дыши, малыш».
С 2016 года является членом попечительского совета добровольного общества «Милосердие». В марте 2017 года Вячеслав Ким совместно с Михаилом Ломтадзе подарили проекту «Аутизм победим» капитально отремонтированное здание площадью 1400 квадратных метров.
С 2013 года является одним из попечителей и партнеров благотворительного фонда «Саби» в проекте «Построй свой бизнес».
В 2020 году основатели Kaspi.kz Вячеслав Ким и Михаил Ломтадзе приняли активное участие в борьбе c пандемией коронавируса, оказав финансовую поддержку системе здравоохранения Республики Казахстан, выделив 100 миллионов тенге на приобретение экспресс-тестов и аппаратов ИВЛ и безвозмездно передав государству 100 машин скорой помощи для борьбы с пандемией.
В январе 2022 года Вячеслав Ким и Михаил Ломтадзе выделили 579 млн тенге в помощь субъектам малого предпринимательства пострадавшим во время беспорядков в Алматы. И передали 10 млрд тенге в фонд «Народу Казахстана», деятельность которого направлена на решение проблем здравоохранения, образования, социальной поддержки, культуры и спорта.
С 2013 года является членом попечительского совета  общественного фонда «Дом мамы», а в 2024 году учредил частный благотворительный фонд Añsa Foundation.

## Награды
- 14 декабря 2007 года награжден орденом «Курмет» за заслуги в развитии экономики, социальной сферы и активную общественную деятельность[48].
- 13 декабря 2016 года получил орден «Парасат» за значительный вклад в социально-экономическое развитие Республики Казахстан[49].
- 15 сентября 2019 года удостоен звания почетного гражданина Алматы и нагрудного знака «Енбегі үшін» — за особый вклад в развитие города[50].
- В 2020 году впервые в своей истории редакция журнала Forbes Kazakhstan объявила лауреатами звания «Бизнесмен года» сразу двух предпринимателей — сооснователя Kaspi.kz Вячеслава Кима и сооснователя и председателя правления компании Михаила Ломтадзе[51].
- 13 декабря 2021 года  награжден орденом «Барыс» 2 степени за значительный вклад в социально-экономическое и культурное развитие Республики Казахстан[52].